# Eclipsa de Soare din 29 martie 2025

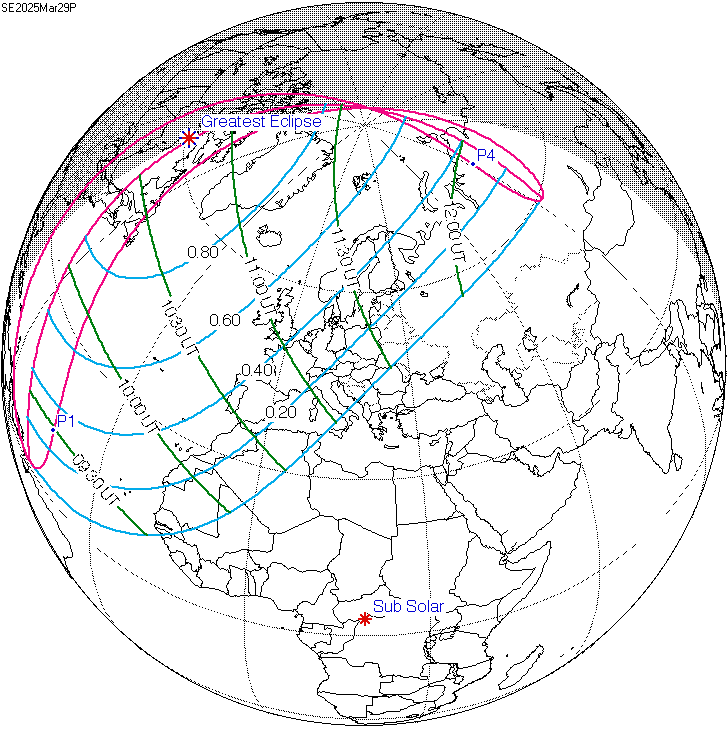
Harta eclipsei de Soare cu traseul pe Pământ

Eclipsa parțială de Soare din ziua de sâmbătă, 29 martie 2025 s-a produs la nodul ascendent al orbitei Lunii (Lună nouă), cu o magnitudine de 0,9376.
O eclipsă de Soare are loc atunci când Luna trece între Pământ și Soare, întunecând astfel total sau parțial imaginea Soarelui pentru un observator de pe Pământ. O eclipsă parțială de Soare are loc în regiunile polare ale Pământului atunci când centrul umbrei Lunii nu atinge Pământul.

## Vizibilitate
Eclipsa a putut fi observată deasupra Polului Nord, Europei de Vest și de Nord și deasupra Africii de Nord-Vest. Dacă vremea a fost favorabilă, în România a putut fi observată din județele de Nord-Vest (Arad, Bihor, Sălaj, Satu Mare, Maramureș, Cluj)...
Faza maximă a eclipsei a putut fi observată de pe un sit aflat în Peninsula Labrador, din Canada.

## Imagini

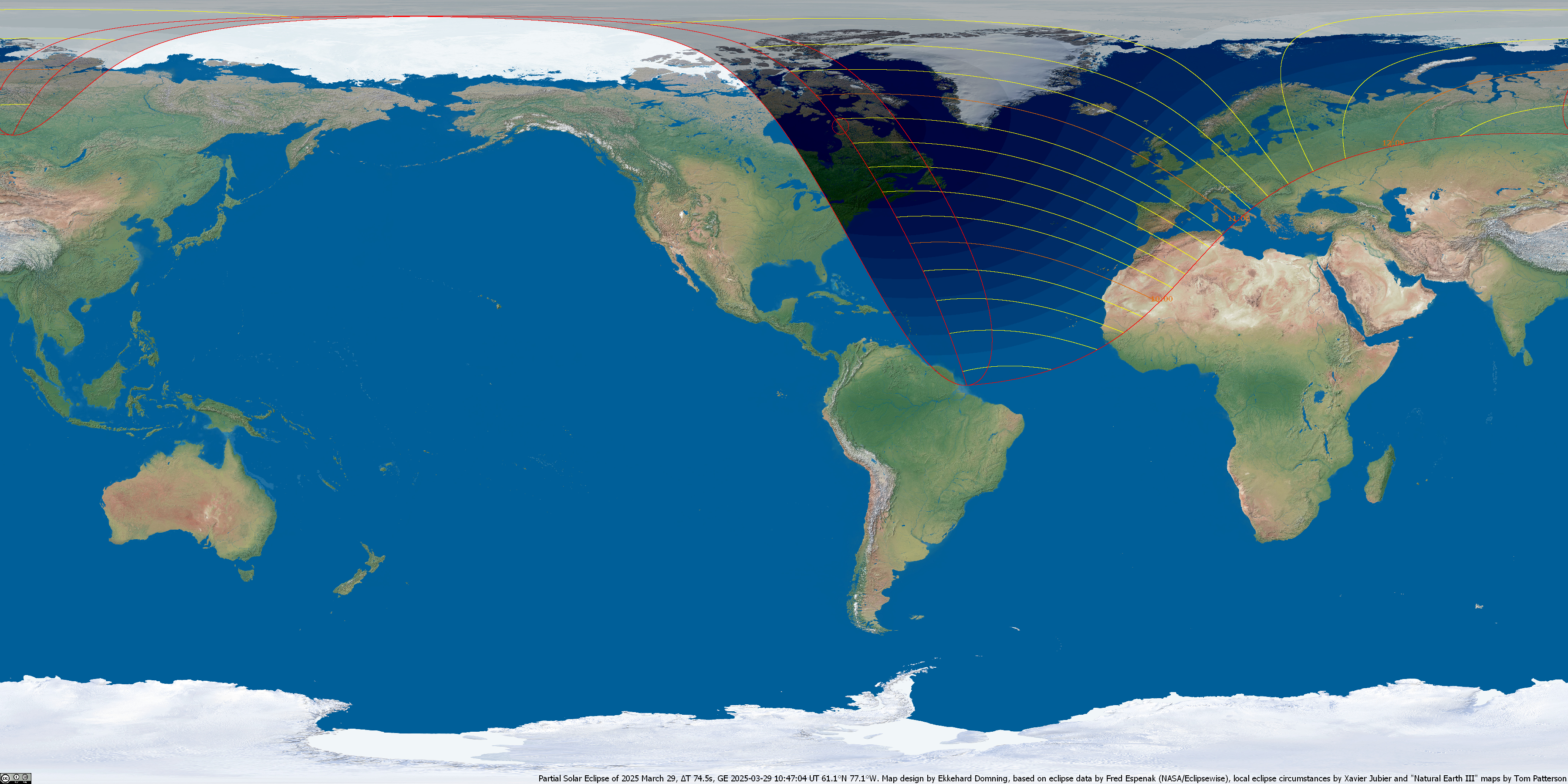
Harta mondială a eclipsei de Soare din 29 martie 2025

O hartă globală a traseului umbrei pentru eclipsa parțială de Soare din 29 martie 2025. Autor: NASA's Scientific Visualization Studio - USRA/Ernie Wright, ADNET Systems, Inc./Abbey A. Interrante

Calea animată a eclipsei

## Detalii ale eclipsei
Mai jos sunt prezentate două tabele care prezintă detalii despre această eclipsă de Soare. Primul tabel prezintă momentele în care penumbra sau umbra Lunii atinge parametrul specific, iar al doilea tabel descrie diverși alți parametri referitoare la această eclipsă.
| Evenimentul                      | Data și ora (UTC)                 |
| -------------------------------- | --------------------------------- |
| Primul contact penumbral extern  | 29 martie 2025, la 08:51:52.5 UTC |
| Eclipsa maximă                   | 29 martie 2025, la 10:48:36.1 UTC |
| Conjuncția ecliptică             | 29 martie 2025, la 10:58:59.4 UTC |
| Conjuncția ecuatorială           | 29 martie 2025, la 11:47:27.0 UTC |
| Ultimul contact penumbral extern | 29 martie 2025, la 12:44:54.0 UTC |

| Parametri                                  | Valori       |
| ------------------------------------------ | ------------ |
| Magnitudinea eclipsei                      | 0.93760      |
| Obscuritatea eclipsei                      | 0.93057      |
| Gamma                                      | 1.04053      |
| Ascensia dreaptă a Soarelui                | 00h33m03.1s  |
| Declinația Soarelui                        | +03°33'55.0" |
| Semidiametrul Soarelui                     | 16'01.1"     |
| Paralaxa orizontală ecuatorială a Soarelui | 08.8"        |
| Ascensia dreaptă a Lunii                   | 00h31m00.8s  |
| Declinația Lunii                           | +04°29'34.1" |
| Semidiametrul Lunii                        | 16'39.4"     |
| Paralaxa orizontală ecuatorială a Lunii    | 1°01'07.8"   |
| ΔT                                         | 71.9 s       |

## Eclipse înrudite
Eclipsa de Soare din 29 martie 2025 face parte dintr-o serie semestrială. O eclipsă dintr-o serie semestrială de eclipse solare se repetă aproximativ la fiecare 177 de zile și 4 ore (un semestru) la noduri alternative ale orbitei Lunii. De asemenea, face parte din ciclul Saros 149, care se repetă la aproximativ 18 ani și 11 zile; conține 71 de evenimente.

### Eclipsele anului 2025
- O eclipsă totală de Lună pe 14 martie.
- O eclipsă parțială de Soare pe 29 martie.
- O eclipsă totală de Lună pe 7 septembrie.
- O eclipsă parțială de Soare pe 21 septembrie.